# Saint-Aubin-de-Locquenay
Saint-Aubin-de-Locquenay település Franciaországban, Sarthe megyében. Lakosainak száma 764 fő (2022. január 1.). Saint-Aubin-de-Locquenay Assé-le-Boisne, Douillet, Moitron-sur-Sarthe, Montreuil-le-Chétif, Saint-Ouen-de-Mimbré és Fresnay-sur-Sarthe községekkel határos.

## Népesség
A település népessége az elmúlt években az alábbi módon változott:
| Lakosok száma | 692  | 675  | 680  | 690  | 712  | 733  | 743  | 748  | 764  |
|               | 2013 | 2015 | 2016 | 2017 | 2018 | 2019 | 2020 | 2021 | 2022 |